# Stege
 Denne artikel omhandler byen Stege. Opslagsordet har også en anden betydning, se stegning.
Stege er hovedbyen på Møn med 3.765 indbyggere  (2025) beliggende i Stege Sogn. Byen er helt sammenvokset med Lendemarke. Bydelen ligger vest for Stege Havn adskilt ved en kort bro over det smalle sund, der samtidig er indsejlingen fra Stege Bugt til noret. Stege ligger i Vordingborg Kommune og hører til Region Sjælland.

## Historie

### Oprindelse
Stege (gammel form Stickeburgh, Stigheborgh, Stikee, Stighe, Steckæ og Stæcke, allerede 1268 forekommer dog formen Stege), vistnok af oldnordisk stik (pæl, der nedrammes i vandet, og stika, at spærre for sejlads ved at nedramme pæle) er meget gammel og skylder den faste borg Stegehus eller Stegeborg, der lå mod syd i byen ved indløbet til noret på den senere havneplads, og som måske er anlagt af Valdemar den Store, sin opkomst.

### Middelalderen
Slottet omtales flere gange i historien, således 1247, da Erik Plovpenning holdt sin halvbroder hertug Knud af Blekinge fangen her, fra hvilket fangenskab lübeckerne befriede ham samme eller det næste år. Ved lübeckernes hjælp kom Hr. Henrik Emeltorp i besiddelse af slottet 1254, hvilket han dog snart igen måtte opgive. I 1288 angreb de fredløse forgæves borgen, da fyrst Vitslav af Rügen havde den (og Møn) i forlening; 1290 nævnes en tysk adelsmand Hinze Falkenhagen som høvedsmand på Stegeborg. 1310 indløste Erik Menved Stegeborg og befæstede den på ny, men fra 1329 var den næsten uafbrudt i 30 år i tyske panthaveres hænder. Da erobrede Valdemar Atterdag den i 1358. Han skal have ombygget den og forsynet den med 3 tårne og stærke ringmure. I 1438 havde en at Erik af Pommerns fætre den i forlening. Af kongelige høvedsmænd i middelalderen kunne i øvrigt nævnes Høvedsmænd på Stegehus var Henning Moltke 1323, Fikke Moltke 1362, rigsråd Jens Rud 1396-1401, Valdemar Bydelsbak 1419, grev Vitslav af Eberstein, Erik Aagesen Thott 1457-64, Laurens Axelsen Thott 1465, Axel Valkendorf 1480, Vincens Iversen Dyre 1485, Mogens Gøye 1500 og Jørgen Rud 1503 og Anders Bille (fra 1505), der er bekendt af sit tapre forsvar af Stege, da lübeckerne, efter at være landede på øen 1510 og efter at have ødelagt købstaden Borre, angreb Stege selv og borgen; han tilføjede dem et så stort nederlag, at de måtte rømme øen.
Hvornår Stege fik købstadsrettigheder, vides ikke. Det første privilegium, man kender, er Erik Klippings af 14. maj 1268, hvorved han gav Stege bys borgere bevilling på at bruge skovene, der den gang omgav byen, såvel som græsningen sammesteds efter den rettighed, de forhen havde fået i hans farfader Valdemar IIs tid ; senere blev byens privilegier bekræftede blandt andet i 1321, 1447, 1483, 1572, 1590 og 1696. Stege har i middelalderen utvivlsomt været en ret anselig by, udrustet, som den var, med en god havn og beskyttet af den stærke borg og sin egen befæstning af volde og grave. Den havde god handel og søfart på Tyskland, og den tog, som det synes, levende del i sildefiskeriet i Øresund og havde fiskelejer ved Skanør og Falsterbo. Den har stået i høj gunst hos kongerne i det 15. århundrede. Således tilsiger Christoffer af Bayern i et brev af 16. april 1447 (samme dato som han bekræfter byens privilegier) byen, at borgerne ubehindret måtte købe i Sjælland og andensteds i riget korn, øksen, fæ og andre ædende varer. I 1450 kundgjorde Christian I, at, da den menige almue og bønder, som bygge og bo på Møn, drive handel på Tyskland, så forbydes dette, "da vor Købstad Stege derved bliver særlig fornedret og fordærvet", thi "Bønder bjerge sig af Ager og Eng og Købmændene af Købmandsskab". Dette forbud indskærpedes flere gange senere. Men Stege havde også sine modgangsdage, således flere heftige ildebrande, især i 1457, da næsten hele byen skal være brændt, og den voldsomme pest på Møn 1484, der også i høj grad berørte Stege. Byen har i middelalderen haft en kirke foruden Sankt Hans, nemlig Sankt Gertruds, der lå mod syd i byen nær ved borgvolden, og som efter nogle beretninger skal være bleven nedbrudt efter reformationen som overflødig, efter andre først være bleven ødelagt af svenskerne i 1658 (dens materialer skulle være anvendte til at istandsætte Sankt Hans Kirke). Byen havde i middelalderen et Skt. Knuds Gilde.
Under Grevens Fejde blev Stegeborg ødelagt. Allerede da Anders Bille straks ved Frederik Is tronbestigelse sluttede sig til denne, blev forholdet mellem lensmanden og Stege borgere, der holdt ved Christian II, dårligt. Da han, efter at have befæstet Stegeborg og sikret den så vidt muligt mod overrumpling, ved den lybske flådes ankomst til de danske farvande 1534 forlod Møn for at begive sig til København (som han dog ikke nåede, da grev Christoffer allerede var trængt frem til Køge, så at Anders måtte søge tilflugt på sin gård Søholm på Stevns, som han snart måtte overgive, hvorefter han gik over til Christian IIs parti), sluttede Stege med hele øen sig til den fangne konges parti, og byens borgere blev ved list herrer over borgen, som de sprængte i luften og i løbet af nogle få dage helt nedbrøde på ladegården og fæhusene nær. Da grev Christoffer kom til byen, belønnede han Stege for dens troskab mod Christian II ved 1535 at give den brev på Vesthale og Vesthale Fang (Ulvshale og Hegneden Skove), men senere blev ophavsmændene til borgens ødelæggelse henrettede, og Stege by fik det også at føle, da Christian IIIs parti kom til magten. Slottet blev aldrig genopbygget, skønt det ved kongelige breve af 22. maj 1557 og 19. april 1558 ses at have været Chr. IIIs hensigt. Ladegården blev stående til slutningen af det 17. århundrede. Endnu i slutningen af det 18. århundrede kunne man se voldstedet med rester af mure og tårne, men i begyndelsen af det 19. århundrede skal den sidste levning være blevet ødelagt.

### Renæssancen
Byen ses også i den nyere tid at have nydt kongernes gunst, således befalede Frederik II i 1582, at bønderne skulle føre deres varer til Stege, og i 1585 forbød han fremmede købmænd at ligge i Grønsund og handle, Stege by til skade. I 1632 overlod Christian IV byen Rødsten overdrev. Byen havde også bedre vilkår, efter at øens anden købstad Borre, som ovenfor nævnt, var ødelagt af lübeckerne og aldrig fra den tid kom op igen. Men dog gik det tilbage med Stege, vel særlig på grund af fiskeriets aftagen. Dertil kom krigene, hvorved den led meget, både Syvårskrigen og især Karl Gustav-krigene, da fjenden plyndrede den 1658 og udpinte den såvel som hele øen, under okkupationen 1659—60.
I 1557 blev Stegehus og Møn forlenet til Niels Truidsen Ulfstand til Barsebæk, som mistede det som følge af gæld i 1563, og kun kortvarigt fik det igen i 1566.
En bemærkelsesværdig retssag fandt sted i Stege i 1567. Den ny præst Iver Bertelsen trolovede sig med enken efter den tidligere præst for at sikre sig embedet, men ville ikke gifte sig med hende. Han udelod tilmed eksorcismen fra dåbsritualet. Han blev derfor dømt til døden; men straffen blev dog senere ændret til livstidsfængsel og fortabelse af gods.
I 1634 blev Corfitz Ulfeldt lensmand på Stegehus. Da Ulfeldt udnævntes til Rigsrådet 1636, blev han gift med Leonora Christina og boede på Møn 1636-1637.

### Under enevælden
Møn blev i 1664 pantsat til hollænderen Gabriel Marselis, men kongen beholdt Stege By.
I 1672 havde den 656 indbyggere. Forholdene blev om muligt endnu værre i de for hele øen ulykkelige år 1685—97, da den var standkvarter for hestgarden. En stor del af bymuren og 2 byporte blev nedrevet under Samuel Christoph von Plessen 1685-1697, som anvendte materialerne til opførelsen af Nygårde (nu Marienborg). Også i det 18. århundrede førte byen en hensygnende tilværelse, ofte hjemsøgt af ildebrande, således i 1740, 1754. 1761 og især 22. maj 1774, da 112 af dens 183 gårde og huse brændte. I 1769 var der 791 indbyggere. I det 19. århundrede oplevede den fornyet fremgang.

### Den tidlige industrialisering
I Stege holdtes årlig 2 markeder: 1 i marts og 1 i oktober (heste og kvæg).
I Stege blev udgivet 2 aviser: "Møens Avis" og "Møens Folkeblad".
Af fabrikker og industrielle anlæg havde byen ved århundredeskiftet: 2 jernstøberier, 2 hvidtølsbryggerier, 2 savskærerier, 2 bogtrykkerier og 1 mineralvandsfabrik.
Steges befolkning var stigende i slutningen af 1800-tallet og men stagnerede i begyndelsen af 1900-tallet: 1.808 i 1850, 1.934 i 1855, 1.932 i 1860, 1.960 i 1870, 1.931 i 1880, 1.969 i 1890, 2.245 i 1901, 2.230 i 1906 og 2.250 i 1911.
Efter næringsveje fordeltes folkemængden i byen i følgende grupper, omfattende både forsørgere og forsørgede: 239 levede af immateriel virksomhed, 719 af håndværk og industri, 539 af handel og omsætning, 70 af søfart, 24 af fiskeri, 129 af jordbrug, 13 af gartneri, mens 96 fordeltes på andre erhverv, 53 levede af deres midler, 16 nød almisse, 3 var i fængsel, og 68 var på sindssygeanstalt. I landdistriktet var fordelingen samme år: 3 levede af immateriel virksomhed, 80 af håndværk og industri (hvoraf 70 af træskæreri), 40 af jordbrug, 6 af søfart, 14 af fiskeri, 14 af andre erhverv og 5 af deres midler. Ifølge en opgørelse i 1906 var indbyggertallet 2.230, heraf ernærede 197 sig ved immateriel virksomhed, 137 ved landbrug, skovbrug og mejeridrift, 16 ved fiskeri, 823 ved håndværk og industri, 559 ved handel med mere, 201 ved samfærdsel, 90 var aftægtsfolk, 160 levede af offentlig understøttelse og 47 af anden eller uangiven virksomhed.

### Mellemkrigstiden
Gennem mellemkrigstiden var Steges indbyggertal nærmest stagnerende: i 1916 2.186, i 1921 2.231, i 1925 2.363, i 1930 2.549, i 1935 2.449, i 1940 2.459 indbyggere. Men samtidig skete der en vækst i forstaden Lendemarke i Stege Landsogn, hvor der bosatte sig en række personer med arbejde i Stege.
| År                  | 1916  | 1921  | 1925  | 1930  | 1935  | 1940  |
| ------------------- | ----- | ----- | ----- | ----- | ----- | ----- |
| Stege købstad       | 2.186 | 2.231 | 2.363 | 2.549 | 2.449 | 2.459 |
| Lendemarke          | 914   | 941   | 1.059 | 1.087 | 1.094 | 1.147 |
| Stege med forstæder | 3.100 | 3.172 | 3.422 | 3.636 | 3.543 | 3.606 |

Ved folketællingen i 1930 havde Stege 2.549 indbyggere, heraf ernærede 224 sig ved immateriel virksomhed, 843 ved håndværk og industri, 525 ved handel mm, 166 ved samfærdsel, 226 ved landbrug, skovbrug og fiskeri, 202 ved husgerning, 294 var ude af erhverv og 69 havde ikke oplyst indkomstkilde.
| Næringsveje         | Landbrug m.v. | Håndværk, industri | Handel og omsætning | Transport | Immateriel virksomhed | Hus- gerning | Ude af erhverv | Uangivet | I alt |
| ------------------- | ------------- | ------------------ | ------------------- | --------- | --------------------- | ------------ | -------------- | -------- | ----- |
| Stege købstad       | 226           | 843                | 525                 | 166       | 224                   | 202          | 294            | 69       | 2.549 |
| Lendemarke          | 78            | 629                | 105                 | 67        | 36                    | 73           | 89             | 10       | 1.087 |
| Stege med forstæder | 304           | 1.472              | 630                 | 233       | 260                   | 275          | 383            | 79       | 3.636 |

### Efterkrigstiden
Efter 2. verdenskrig fortsatte Stege sin stagnerende befolkningsudvikling. I 1945 boede der 2.623 indbyggere i købstaden, i 1950 2.697 indbyggere, i 1955 2.662 indbyggere, i 1960 2.620 indbyggere og i 1965 2.590 indbyggere. I landsognet voksede Lendemarke.
| År                  | 1945  | 1950  | 1955  | 1960  | 1965  |
| ------------------- | ----- | ----- | ----- | ----- | ----- |
| Stege købstad       | 2.623 | 2.697 | 2.662 | 2.620 | 2.590 |
| Lendemarke          | 1.045 | 1.038 | 1.063 | 1.196 | 1.282 |
| Stege med forstæder | 3.668 | 3.735 | 3.725 | 3.816 | 3.872 |

### Nyere tid
Stege Kommune fik Danmarks første kvindelige borgmester, Eva Marie Madsen (B), der var borgmester 25. januar 1950 – 14. marts 1950.
Da Møn Kommune i midten af 1990'erne skulle opføre en ny skole i byen, fandt man under udgravningen mærker, der af arkæologer fra Sydsjællands Museum blev identificeret som flere hustomter fra bondestenalderen. Husene fremstod tydeligt i den sandede undergrund, hvor man kunne se spor efter vægge og de store stolper, som har båret taget. I et af husene fandtes også spor efter et ildsted.
Morten Flyvebom og Lars Larsen fra Møn har efterfølgende rekonstrueret et af husene. Huset er i dag noget forfaldent, men giver dog et indtryk af, hvordan det så i bondestenalderen.

## Erhverv
Stege har en del små og mellemstore virksomheder. En af de største arbejdspladser i byen er kikse- og kagefabrikanten Bisca, der har omkring 460 ansatte. Siden 2006 har hele virksomheden været samlet i Stege.

## Kultur
Byens grundplan stammer fra middelalderen, og Mølleporten var en af tre byporte i det gamle fæstningsanlæg. Den nævntes første gang i 1531 i Stege By's bog, men er formentlig fra slutningen af 1400-tallet. Ved siden af mølleporten ligger Empiregården, som er en købmandsgård fra 1813, som siden 1958 har rummet Møns Museum.
Derudover findes også Thorsvang - Danmarks Samlermuseum, der har en stor og alsidig samling fra starten af 1900-tallet. Det blev indviet i 2013.
Nær Stege Kirke er en gammel latinskole med murværk fra 1400-tallet. På Torvet ligger Kammerrådgården, som er en gulkalket købmandsgård fra 1770'erne opført for Kammerråd Puttfercken. I 1881 overtog købmandsslægten Carøe ejendommen. Overfor er det tidligere apotek, som er en nyklassicistisk bygning fra omkring 1799. Det tidligere rådhus på torvet er i renæssancestil efter tegninger af M.G.B. Bindesbøll fra 1854. På torvet ligger også en bygning, der, som facaden afslører, tidligere var sæde for Møns Spare- og Laanekasse, men som i dag huser en advokatforretning, drevet af advokat Mogens Jensen.
Ved havnen ligger købmandsgården Hages Gård fra 1799 og en toldbod fra 1848 (nu turistinformation). På den vestlige side af havnen mod Lendemarke åbnede i 1884 De Danske Sukkerfabrikker en fabrik, hvis bygninger i dag huser en række forskellige mindre virksomheder.
Stegeborg blev udgravet i 1980'erne i forbindelse med byggeri på havneområdet, men der er i dag intet at se af Stegeborg, mens voldanlægget om Stege er bevaret som Danmarks eneste middelalderlige byvold. Stege ligger på en tange, og volden skærmer byen på landsiden mod øst fra kyst til kyst.
Bio Stege er byens biograf, som blev grundlagt i 1907. Den har en enkelt sal.

## Galleri
- Bykort fra år 1900
- Billede af Mølleporten fra 1896
- Stege Kirke
- Det gamle Rådhus
- Storegade ved Torvet
- Den gamle Sparekassebygning
- Farverstræde
- Udsigt mod bykernen
- Stege Nor